# Xanthia auragides
Xanthia auragides là một loài bướm đêm trong họ Noctuidae.